# Нацистский оккультизм в популярной культуре
В послевоенной литературе, склонной к сенсациям и работающей в темах оккультизма и теорий заговора, популярна идея, что нацизм был сформирован и прямо руководился оккультными силами с 1920 по 1945 годы. Происхождение этого мифа связано не с ариософией, а с послевоенным ажиотажем на тему нацизма. Быстрота роста нацизма, его радикализм и бесчеловечность воспринимаются многими как сверхъестественный эпизод современной истории. Таинственный образ движения поддерживают популярные литературные произведения, изображающие военные преступления, тайные послевоенные нацистские организации, появление Гитлера спустя много лет после его смерти. В этих рамках популярна идея, что национал-социализм был прямо связан с оккультизмом. Спекулятивная история основывается на скудных доказательствах и произвольных ассоциациях. Коллекционируются знаки отличия и сувениры Третьего Рейха, крайне правыми группами и различными религиозными культами заимствуется форма нацистов и их церемониал. В популярной культуре часто утверждается, что беглые нацистские лидеры стремятся посредством заговора создать Четвёртый рейх.
Историк Николас Гудрик-Кларк выделяет направление популярной литературы и культуры в целом «нацистские тайны» (англ. Nazi Mysteries), в рамках которого нацизм мистифицируется и романтизируется, изображаясь как неогностическая религия, связанная с теософией, тайными центрами в Тибете, культовыми ритуалами и атрибутами чёрной магии. Базовый для этого направления французский бестселлер «Утро магов» (1960), переведённый на многие иностранные языки, используется многочисленной популярной литературой, изданной в Великобритании, Франции и США и связывающей Гитлера и нацистов с секретными обществами, оккультизмом и магией. Начиная с 1960 года во многих популярных изданиях нацизм представлен как результат действия сверхъестественных и демонических сил. Утверждается, что нацизм не мог иметь только социально-экономических причин
Современная мистериософия нацизма предпочитает объяснять возникновение Третьего рейха с точки зрения абсолютной, но тайной силы, которая поддерживала и контролировала Гитлера и его окружение. Эта скрытая сила характеризуется либо как развоплощенная сущность (например, «черные силы», «невидимые иерархии», «неизвестные руководители»), либо как оккультная элита в далёком прошлом или отдалённом месте, с которой нацисты находились в контакте. Повторяющимися темами в этой популярной традиции стали медиумическая одержимость Гитлера, связь нацистов с тайными мастерами на Востоке, а также Общество Туле и другие оккультные ордена как каналы чёрной инициации. Жанр создал фантастическую историю, поскольку предполагался невидимый и недоступный для других учёных агент. Пик этой литературы пришёлся на середину 1970-х годов. Популярная литература об оккультном нацизме, выпущенная между 1960 и 1975 имеет по большей части сенсационный характер и необоснованна. Большая часть авторов некомпетентны относительно первичных источников. Книги дают всё новые подробности деятельности «могущественного» Общества Туле, связей между нацистами и Востоком и оккультного посвящения Гитлера.
Результатами стали деисторизация фактов диктатуры, террора, войн и угнетения и формирование мифологических представлений о демонической задаче и планетарном масштабе нацизма. Оккультная мифология наделяла нацистские артефакты и реликвии магической силой возрождения. Такие темы, как восстановление праха Гитлера или расположение секретной нацистской колонии в Гималаях, соединялись со старыми историями о выживании укрывшихся нацистов.
Первоначально теология «нацистских тайн» являлась литературным феноменом, но в 1980-х и 1990-х годах она стала существенным элементом мистического неонацизма.

## Развитие представлений
Миф о связи нацистов с Востоком имеет теософское происхождение. О тайных священных центрах Востока первой писала Елена Блаватская в «Тайной доктрине», ссылаясь на «Стансы Дзэн», текст, по её утверждениям прочитанный ею у лам в Гималаях. Согласно Блаватской, существует большое число подобных центров для эзотерического обучения и посвящения; горные пещеры и подземные лабиринты скрывают библиотеки и монастыри в отдаленных местностях Центральной Азии. Выдающимися центрами она называла подземный город Агади на месте Вавилонии, и светлый оазис Шамбала, расположенный в пустыне Гоби, где божественные наставники «арийской расы» хранят священное знание.
Эти идеи развил французский автор Жозеф Сент-Ив д’Альвейдр, описавший тайный город Агарта — теократию, которая руководит ходом мировой истории. Он утверждал, что получал телепатические сообщения от тибетского далай-ламы, из чего делался вывод, что город расположен где-то под Гималаями. Фердинанд Оссендовски, путешественник, побывавший в Сибири и Монголии, говорил о местных буддийских верованиях, которые отсылали к подземному королевству Агарта, управляемому королём мира. Королевство описывалось как обладающее сверхъестественным могуществом способное в любой момент уничтожить всё человечество и преобразовать поверхность Земли.
Идея тайной теократии Востока сопровождалась сообщениями о таинственных силах врил. Роман «Грядущая раса» (1871) Эдварда Булвера-Литтона рассказывал об обладании этой силой, заключавшейся в телепатии и телекинезе подземной расы людей, врил-я, которые далеко продвинулись в психическом в сравнении с человеческими видами. Эту идею затем использовал Луи Жаколио, французский консул в Калькутте, в сочинениях на тему восточных верований и сект. Его труды использовала Блаватская, работая над сочинением «Изида без покрывал» (1877). Врил описывался в качестве мощного резервуара, источника энергии в человеческом организме, который недоступен непосвященным. Тот, кто овладел силами врил, подобно расе врил-я обретает власть над всем миром. Вилли Лей, работавший в Германии инженером по ракетной технике и эмигрировавший в Соединённые Штаты в 1935 году, кратко изложил своих псевдонаучных идеи, что встретило одобрение в нацистской Германии. Кроме теории мирового льда и доктрины полой Земли, которые уже были известны нацистам, Лей утверждал о существовании берлинской секты, которая занималась медитативными практиками с целью освоения секретов врил.
Ханс Томас Хакл проделал работу по выявлению ранних французских источников идеи, что Гитлер был руководим оккультными силами. В 1934 году Рене Копп, христианский писатель-мистик, искал секрет успеха Наполеона, Муссолини и Гитлера в «судьбе» как «совокупности невидимых духовных сил, влияющих на человечество… Хозяева мира (особенно Гитлер) были намеренно помещены на землю этими силами». Анализируя фотографии Гитлера, Копп пришёл к выводу, что его лицо изменилось и у него появились признаки сомнамбулизма, указывающие на возможность «одержимости духом неизвестного происхождения». Другой французский писатель, Эдуард Саби, писавший весной 1939 года, также описывал Гитлера как медиума, мага и посвящённого, указывая на доказательства магической деятельности Гитлера в связи с его вегетарианством, самодисциплиной, художественным развитием, «магическим» взором и жестами. Саби цитировал члена Фемического суда (тайного средневекового суда), обучавшего и ведущего Гитлера.
Немецкий писатель Герман Раушнинг после эмиграции из Германии в 1936 году написал несколько книг, направленных против нацистов. Его книга «Гитлер говорит» (1939) признана по большей части вымышленной. Она повлияла на позднейшую мифологию демонической одержимости Гитлера: «он уже давно находится в рабстве магии, которую вполне можно было бы описать не только метафорически, но и буквально, как магию злых духов». Этот сатанинский договор связывался с амбициями нацистов по созданию «арийского сверхчеловека». В главе «Человеческое солнцестояние», Раушнинг сообщает о размышлениях Гитлера о магической эволюции высшего человеческого вида, открытии циклопического глаза как органа сверхъестественного восприятия и других оккультных силах: «Человек — это Бог в процессе становления». Книга Раушнинга Hitler m’a dit (1940) появилась на французском языке как раз в тот момент, когда немецкая армия вторглась во Францию. В этой мифологии демоническая одержимость Гитлера связана с его ницшеанским видением нового, «арийского сверхчеловека», который станет богом среди простых смертных. Национал-социализм, таким образом, был не просто политическим движением, а понимался как преобразующий саму природу. Отрывки из Раушнинга часто появляются в книгах Паувельса и Бергьера, Тревора Равенскрофта, Джеймса Герберта Бреннана
«Утро магов» (1960) Жака Бержье и Луи Повеля цитирует эту статью. Авторы писали о большом значении берлинской секты с целью доказать, что нацистские лидеры стремились установить контакт с подземной теократией и больше узнать об их власти, которая позволила бы Германии завоевать весь мир и организовать жизнь человечества согласно собственному милленаристскому видению. Согласно авторам, Гитлер и его окружение верили в эти идеи. В изложении авторов берлинская секта названа Общество Врил или Luminous Ложа и представлена как важная нацистская организация. Бержье и Повель цитировали некоего французского психиатра, согласно которому «реальной целью Гитлера было осуществление акта творения, божественной операции… биологическая мутация, которая в результате могла бы бесконечно возвысить человеческую расу и породить „призрак новой расы героев — полубогов, полулюдей“».
Этот образ они пытались подтвердить красочными рассказами об Обществе Туле и ряде его членах, особенно выделяя двух участников, рассматриваемых ими как оккультные наставники Гитлера в Мюнхене начала 1920-х годов, Дитриха Эккарта и Карла Хаусхофера. Авторы приписали этим личностям передачу Гитлеру тайного знания, которое те получили от неизвестных сил посредством контакта с Обществом Туле и другими группами. Роль Эккарта в качестве оккультного советника прямо отсылала к «невидимым иерархиям». Туле считалось магическим центром исчезнувшей цивилизации, и Эккарт с единомышленниками верили в существование промежуточного звена между людьми и разумными трансцендентными существами, к которому имели доступ посвященные — члены Общества Туле. Это был источник сил, который позволял Германии овладеть миром. Лидеры Туле должны были стать людьми, которые черпают из источника энергию и ведомы Великими Древнего мира. Общество Туле смогло стать инструментом изменения природы реальности. При содействии Хаусхофера общество сотрудничало с Невидимым и стало магическим центром нацистского движения. Книга утверждала, что Хаусхофер состоял в Светящейся Ложе, тайном буддистском общества в Японии и Обществе Туле. В качестве ученика Восточных мистерий Хаусхофер призывал к «возвращению к истокам» человеческой расы в Центральной Азии. Он отстаивал идею нацистской колонизации, которая позволила бы Германии достичь тайных восточных центров власти на Востоке.
Приведённые в книге сведения и идеи не соответствуют действительности. Общество Туле распалось около 1925 года; Эккарт и Розенберг не были более, чем гостями общества; нет никаких доказательств связи Хаусхофера с этой группой.
Об Обществе Туле затем писал Дитрих Брондер в книге Bevor Hitler Kam (1964). Брондер утверждал, что Хаусхофер встречался с мистиком Георгием Гурджиевым по крайней мере трижды между 1903 и 1908 годами на Тибете. Общество Туле, по его словам, возобновило контакты с тайными тибетскими монастырскими орденами через маленькую группу тибетских буддистов, появившуюся в Берлине в 1928 году. Экспедиция СС предполагала поехать на Тибет с целью проложить радиосвязь между Германией и ламами в 1939 году. «Стансы Дзян» они предполагали использовать ими в качестве кода для передачи сообщений между Берлином и Лхаса во период войны. Брондер завершал вымышленным списком членов Туле, в который были включены Зеботтендорф, Гвидо фон Лист, Ланц фон Либенфельс, Муссолини, Гитлер, Гесс, Геринг, Гиммлер, Франк и Хаузхофер. Автор утверждал, что существует сверхъестественная диаволическая связь нацистской партии и тибетских теософов. Книга стала первой шифрованной историей, которая обратилась к теме ариософов. Близкие идеи о Гитлере, Эккарте и связи между нацистской Германией и теософически воображаемым Тибетом, идеи об Обществе Врил, Хаусхофере, Зеботтендорфе и Обществе Туле, воспроизведены в книшах Пьера Мариеля L’Europe païenne du XXe siècle (1964), «Гитлер и тайные общества» Рене Алло (1969), «Нацизм, тайное общество» Вернера Жерсона (1969) и «Нацизм и тайное общество» Жан-Клода Фрера (1974).
Только одна часть книги Повеля и Бержье была посвящена нацистскому оккультизму, тогда как на других страницах описаны доисторическая эпоха, древняя наука и исчезнувшие цивилизации. Это смешения оказалась успешной маркетинговой формулой. Популярные книги Робера Шарру также «раскрывают» тайны древних цивилизаций Египта, Гипербореи, Атлантиды, Му и американских индейцев. Шарру занимал пост министра культуры во французском правительстве Виши; с 1960 года он посвятил себя археологии, предыстории и переосмыслению древних цивилизаций, что предполагает знакомство с идеями Юлиуса Эволы. В книге Le livre des secrets trahis (1964) он предполагает, что были гиперборейцы инопланетянами с Венеры, которые стали наставниками раннего человечества. В его творчестве присутствуют вражда гиперборейцев и евреев, миф о чёрном солнце, Обществе Туле и Агарте. Первоначально опубликованное во Франции и переведённое на многие языки, сочинение к 1970-м годам имело более чем два миллиона читателей. Шарру разделяет с Эрихом фон Дэникеном международную репутацию автора литературы о богах и древних астронавтах; он расширил направление «нацистские тайны» до новой мифологии «арийцев» и их полубожественных предков.
Данные псевдоисторические работы связаны с идеями теософии, и некоторыми другими источниками. Так, Тревор Равенскрофт связывал нацизм с антропософией. Его книга «Копьё судьбы» (1972), вероятно, стала самой влиятельной книгой направления «нацистские тайны» в англоязычном мире. Британский коммандос, участвовавший в кампании в Северной Африке, Равенскрофт был заключён в немецкий лагерь для военнопленных, где находился с 1941 по 1945 год. Равенскрофт утверждал, что через несколько лет после Второй мировой войны он встретил австрийца Вальтера Йоханнеса Штайна, который незадолго до прихода к власти нацистов учился в вальдорфской школе в Штутгарте, организованной согласно антропософским принципам Рудольфа Штайнера. Во время своего пребывания в этом учреждении Штайном была написана книга Weltgeschichte im Lichte des Heiigen Gral (1928), опиравшаяся на антропософскую интерпретацию литературы и истории Средних веков, где стремился доказать, что рыцарский роман о Чаше Вольфрама фон Эшенбаха «Парсифаль» (1200) написан на основе реальных исторических событий IX века. Равенскрофт использовал эту работу как основу для своей оккультной версии нацизма. В «Копьё судьбы» он утверждает, как молодой Штайн нашёл в оккультной книжной лавке в старом квартале Вены экземпляр «Парсифаля» (1912), содержавшей много пометок и комментарий, объясняющих поэму в качестве испытания посвящённых, которое открывает путь к трансцендентным вершинам сознания. Интерпретация включала множество цитат из восточных религий, идеи алхимии, астрологии и мистицизма, а также тему расизма и пангерманизма. На внутренней стороне обложки значилось, что владельцем экземпляра был Адольф Гитлер. Владелец книжной лавки сообщил Штайну, что Гитлер изучал оккультные науки. Штайну удалось разыскать Гитлера, и в ходе частых встреч в конце 1912 и начале 1913 года Штайну стало понятно, что Гитлер верит в то, что Копьё Лонгина наделяет обладателя неограниченной властью. Его более ранними владельцами являлись Константин Великий, Карл Смелый, Генри Птицелов, Отто Великий и император Гогенштауфен. В качестве собственности габсбургской династии Копьё хранится в Хофбурге, в Вене. Гитлер также желал обладать Копьём, чтобы править миром. Равенскрофт создаёт вымышленную сеть мюнхенских оккультистов, включив в неё Эккарта как руководителя Общества Туле, английского оккультиста Алистера Кроули. Согласно Равенскрофту, Эккарт и Хаусхофер посвятили Гитлера в чёрные ритуалы с целью войти в контакт со злыми силами. Астральные центры тела, выход в макрокосм, царство Люцифера и его проявления в антихристе составляют концепты, заимствованные из антропософии. Равенскрофт, опираясь на доктрины Рудольфа Штайнера и Вальтера Иоханнеса Штайна, стремится создать мифологию оккультного нацизма.
Подходящим материалом для послевоенных криптоисториков оказалась ариософия, содержаашая тайную иерархию и оккультный гнозис, удовлетворявшие критериям магической модели национал-социализма. Брондер добавил Гвидо фон Листа в Общество Туле, затем Равенскрофт описал его как оккультного наставника Гитлера. В соответствии со Штайном, Лист являлся неизвестным основателем тайной ложи, названной венской прессой «кровавым братством» за их ритуалы. «Если верить Гитлеру, Прецше присутствовал при попытках Листа материализовать Инкуба в ритуальных процедурах создания „ребенка Луны“».
Эти утверждения не имеют доказательств. Ритуалы, о которых писал Равенскрофт, в особенности порождение «ребенка Луны», взяты из идей Алистера Кроули.
«Копьё судьбы» было переведено на несколько языков, став постоянным стимулом как для новых авторов. К темам Копья Лонгина, романа «Парсифаль» и их, как утверждается, центрального значения для гитлеровской концепции демонического мирового господства обратился ряд других авторов. Эта история упоминается в популярном исследовании Фрэнсиса Кинга «Сатана и свастика» (1976) о влиянии оккультизма на взлёт и падение нацистской Германии. Дасти Склар ссылается на сообщение Равенскрофта о сеансах Туле, расистскую интерпретацию Гитлером символов Грааля и Хаусхофера как авторитета по «Тайной доктрине». Джеймс Герберт, самый продаваемый британский писатель в жанре ужасов, также обращался к теме «нацистских тайн». Его триллер «Копье» (1978) повествует о современном Обществе Туле и военном перевороте, устроенном правыми силами в раздираемой забастовками беспокойной Британии конца 1970-х годов, когда «Национальный фронт» добился успехов на выборах. Копьё было центральным талисманом сатанинских обрядов по воскрешению трупа Генриха Гиммлера в копии Вевельсбурга в Северном Девоне. Ритуал с использованием копья в настоящем Вевельсбурге в Вестфалии стал кульминацией триллера Рассела МакКлауда Die schwarze Sonne von Tashi Lhunpo (1991). Говард А. Бюхнер, выдающийся американский врач, написал две книги, в которых описывается перенесение Святого Копья и праха Гитлера в секретный нацистский храм в Антарктиде в конце войны и их возвращение в 1979 году.
Бержье и Повель приписывали план кражи Грааля немецкому асу-коммандос Отто Скорцени. Однако подробно разработал эту легенду французский авантюрист и писатель А. де Сен-Лу, бывший член французской дивизии Ваффен-СС «Шарлемань» в книге о катарах и их горной крепости Монсегюр. Сен-Лу рассказал историю молодого немецкого исследователя Отто Рана, который в начале 1930-х годов изучал традиции Грааля в Провансе. Когда Ран вступил в СС, Гиммлер поощрял его исследования, впечатлённый идеей, что катаризм представляет собой германскую дуалистическую ересь древнеарийского происхождения. Сен-Лу распространил идею, будто Гиммлер считал, что Грааль остаётся необнаруженным, находясь в районе Монсегюра. СС вернулись и доставили бесценную реликвию в «Замок Грааля», гитлеровский Кельштайнхаус. В конце войны Грааль был захвачен немецкими коммандос и спрятан в леднике под пиком Хохфейлер в Австрии. Эта история объединила в себе все основные составляющие «нацистских тайн», включая религиозную ересь, священные символы и спрятанные послевоенные сокровища.
Книги Сен-Лу о Монсегюре и легенде о миссии СС по поиску Грааля стимулировали новые французские книги о связях нацистов и катаров. Под совместным псевдонимом Жан-Мишель Анжебер Мишель Бертран и Жан Анджелини написали бестселлер об этом аспекте нацистской мифологии «Гитлер и катарская традиция» (1971). История Отто Рана, поисков СС святого Грааля и успешной миссии Скорцени по его обретению была переработана с новыми вариациями в книге Говарда Бюхнера «Изумрудный Кубок — Золотой Ковчег» (1991).
Сосредоточившись на Гиммлере, авторы заняли более прочную позицию, поскольку в отличие от Гитлера, Гиммлер действительно был погружен в эзотерические идеи, включая идеи Атлантиды и полубожественного происхождении арийской расы. Бержье и Повель обращались к образу организации СС «Аненербе» Гиммлера. Сам факт нацистской экспедиции в Тибете воспринимается как подтверждение воображаемых оккультных связей между Гитлером, нацизмом и восточной теократией Агарты. Идея странных нацистских миссий в отдалённых местах остается популярной в массовой культуре. Эзотерические проекты Гиммлера фигурируют в весьма фильмах Стивена Спилберга об Индиане Джонсе. В фильме «В поисках утраченного ковчега» (1981) американскому археологу поручено найти Ковчег до того, как нацисты смогут заполучить его для своих злых целей; в фильме «Индиана Джонс и последний крестовый поход» (1988) борьба продолжается, чтобы обезопасить святой Грааль.
Писатели-оккультисты подробно остановились на интересе Гиммлера к спиритизму и на его вере в то, что он был реинкарнацией короля Генриха Птицелова. Оккультной интерпретации подверглись мифологические и культовые аспекты «замка Гиммлера» Вевельсбург. Равенскрофт задержался на дизайне интерьера и символическом оформлении замка с его комнатами, названными в честь германских героев, в том числе Отто Великого, Генриха Льва, Фридриха Гогенштауфена и Филиппа Швабского. Другие авторы представляли медитации двенадцати высших группенфюреров в образе иезуитских чинов вокруг дубового стола, напоминающего Круглый стол короля Артура. Внизу, в большом каменном склепе, «царстве мертвых», можно было представить символические церемонии. Всякий раз, когда умирал высокопоставленный лидер СС, его геральдический знак ритуально кремировался в центральной нише, а прах помещался в урну на одном из двенадцати постаментов, окружающих круглые стены. К концу 1970-х годов Вевельсбург фигурировал в литературных триллерах, таких как «Камелот Гиммлера, загадочный церемониальный центр СС».
Организация Гиммлера сеяла террор по всей оккультированной нацистами Европе, но в «Оккультном рейхе» Дж. Г. Бреннан придал ей другое значение: «Со своими руническими доктринами, внутренним кругом, ритуальными фестивалями и своим Чёрным Великим Магистром Иезуитов, СС было магическим орденом во всех смыслах». Авторы направления «нацистских тайн» развивают псевдорелигиозный образ СС, подчёркивая оккультизм Гиммлера и изобретая вымышленные факты. Напротив, преступления этой организации, использование ими рабского труда и лагерей смерти преуменьшаются.
Йорг Ланц фон Либенфельс впервые появляется в данной мифологической истории в работе Мишель-Жан Анжеберт, Les mystiques du soleil (1971), где предполагается, что в 1898 году на Гитлера оказал влияние послушник из Хейлигенкрейц. Происхождение этой версии связано с хоровой школой при монастыре Ламбаха, где Гитлер учился пению с июля 1897 по январь 1899 года. В 1898 году в монастырь приехал Ланц, который провёл несколько недель в частной библиотеке бывшего аббата Теодериха Хагна, изучавшего астрологию и оккультные науки. Утверждается, что между 1856 и 1868 годами Хагн совершил поездку на Средний Восток и Кавказ в поисках тайного знания. Анжеберт приписывает Хагну выбор свастики как символа, который указывает на восточные источники. Над воротами монастыря действительно была изображена Геральдическая свастика. Эта история повторяется у Жана-Клода Фрера, согласно которому Ланц оставался в библиотеке в течение долгих месяцев.
Предполагаемая встреча Ланца и Гитлера осталась недоказанной. Хагн не совершал путешествий; его семейный герб происходит от имени: Haken — «крюк», и свастика в данном случае является искривлённым крестом. Однако миф о свастике Ламбаха имел хождение уже в нацистской Германии. Различными художниками создавались пастиши на известную картину о святом Франциске, принимающем мучения; на этих изображениях юный Адольф стоит на коленях перед воротами аббатства и простирает руки к геральдической свастике, от которой исходят лучи. Картинка имела широкое хождение, изготовленная по типу маленькой иконы.

## Влияние
Популярная литература вскоре оказала влияние на реальность. Уже в начале 1970-х сатанистские группы в США обращались к нацистской тематике как символу запретной, тёмной стороны жизни. В 1990-х годах возникли уже собственно нацистские сатанинские культы, связывающими антихристианское неоязычество с трансгрессивным восхвалением Гитлера и Третьего рейха. В Америке, Европе и Австралии такие «тёмные» ложи обращаются к вульгарному ницшеанскому поклонению силе, подкреплённому антихристианскими, элитарными и социал-дарвинистскими доктринами. В течение 1970-х и 1980-х годов склонные к мистицизму неонацистские деятели использовали мистериософию для создания новых нацистских культов, включающих гностицизм и сатанизм. 
Некоторые авторитетные авторы также обращались к этой теме: Эллик Хау в книге «Дети Урании» (1967, переиздана в 1984 году как «Астрология и Третий рейх») рассказывает о личном астрологе Гитлера; Джеймс Вебб в работе «Основания оккультизма» (1976) посвятил главу «Магам Севера». Автор акцентирует внимание на практической роли оккультизма в политическом иррационализме и рассматривает нацистский оккультизм в рамках истории идей.
К темам нацистского оккультизма обращаются сюжеты серии компьютерных игр Wolfenstein.